# Говіндараджа II
Говіндараджа II (гінді गोविंदराजा द्वितीय; д/н — 890) — нріпа Сакамбхарі 863—890 роках. Він також відомий як Гувака II (просторічний аналог ім'я Говінда).

## Життєпис
Походив з династії Чаухан. Син Чандрараджи II. Посів трон 863 року. Зберігав залежність від Гуджара-Пратіхарів. Видав заміж свою сестру Калаваті за сюзерена — магараджахіраджу Міхіру Бходжу I. Брав участь в кампаніях проти Сіндського і Мултанського еміратів.
Напис на камені в храмі Харшпатх описує Говіндараджу II як воїна, такого ж великого, як і його дід Говіндараджа I. З його панування починається етап постійних війн з династією Томар. Але ймовірно Говіндараджа II тут не досяг визначних успіхів, бо вони були зафіксовані у написах. Вважаються, що мали місце взаємні з Томар вторгнення та грабунки територій.
Помер 890 року. Йому спадкував син Чанданараджа.